# 懷恩隧道

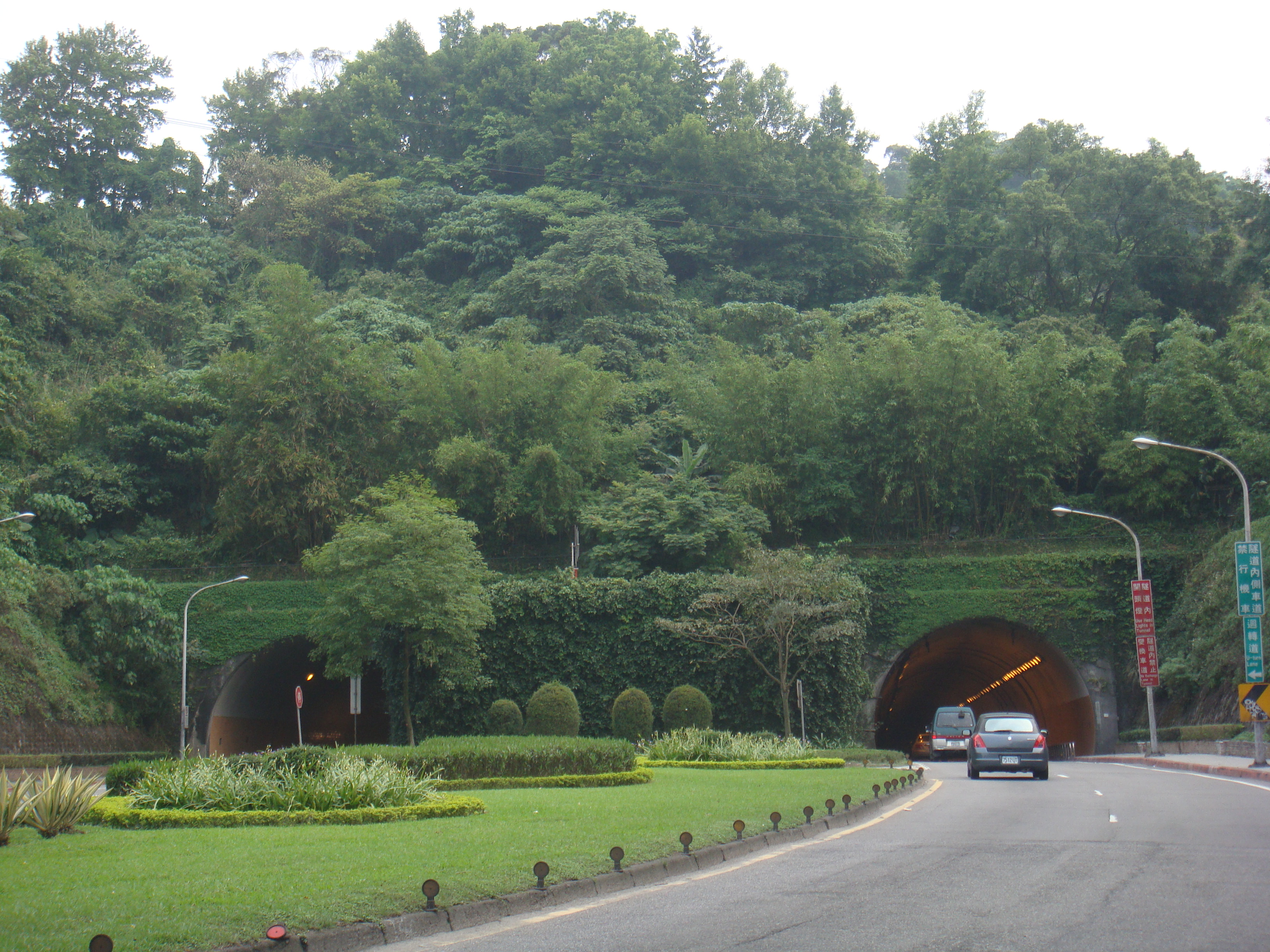
北端（文山區景美萬芳）出入口。

懷恩隧道，又名南三號隧道，簡稱南三隧道，位於台灣台北市文山區辛亥路五段至六段間的一座公路隧道。由榮民工程處承建該工程。為紀念去世不久的前中華民國總統蔣介石，臺北市政府特地將該隧道命名為「懷恩」，並由時任中華民國行政院院長孫運璿題字。於1972年開始規劃，1977年2月6日動工，1978年10月10日（雙十節）東線先行通車，1978年10月31日（蔣介石誕辰日）上午10時正式通車。全長為東線484.5公尺、西線490公尺，寬9.4公尺。隧道所貫穿的地形為景美山（仙跡岩），有助於疏導台北市區與木柵、新店地區間的交通流量。

## 基本資料
- 隧道設計：雙孔雙向（雙孔隧道，各為相反方向的單行道），東線可以通往台北市區，西線可以通往木柵、新店地區。
- 橫坑數量：3座[6]。
- 最高速限：50Km/h
- 行人專用道：各設立於隧道外側，寬1公尺。
- 單向均為兩線道：雙向全線現均為混合車道。東側往萬芳方向於內側車道設有迴轉道。[7][8]。